# Liste der Kulturgüter in Bergdietikon
Die Liste der Kulturgüter in Bergdietikon enthält alle Objekte in der Gemeinde Bergdietikon im Kanton Aargau, die gemäss der Haager Konvention zum Schutz von Kulturgut bei bewaffneten Konflikten, dem Bundesgesetz vom 20. Juni 2014 über den Schutz der Kulturgüter bei bewaffneten Konflikten sowie der Verordnung vom 29. Oktober 2014 über den Schutz der Kulturgüter bei bewaffneten Konflikten unter Schutz stehen.
Objekte der Kategorie A sind im Gemeindegebiet nicht ausgewiesen, Objekte der Kategorie B sind vollständig in der Liste enthalten, Objekte der Kategorie C fehlen zurzeit (Stand: 1. Januar 2023). Unter übrige Baudenkmäler sind weitere geschützte Objekte zu finden, die in der Bau- und Nutzungsordnung der Gemeinde verzeichnet und nicht bereits in der Liste der Kulturgüter enthalten sind.

## Kulturgüter
| Foto |                                                               | Objekt                                                                                        | Kat. | Typ | Standort                          | Beschreibung |
| ---- | ------------------------------------------------------------- | --------------------------------------------------------------------------------------------- | ---- | --- | --------------------------------- | --- |
| ja   | Datei hochladen · Wikidata zu Ruine Kindhausen (Q2175329)     | Burgruine Kindhausen KGS-Nr.: 00060                                                           | B    | G   | Kindhausen 670026 / 249272        | Ruinenreste einer Höhenburg aus dem späten 12. Jahrhundert, Mitte des 13. Jahrhunderts zerstört und aufgegeben.                                                |
| BW   | Datei hochladen · Wikidata zu Atelierhaus (Q29575682)         | Atelierhaus KGS-Nr.: 15202                                                                    | B    | G   | Holenstrasse 29.2 672122 / 247740 | Im Jahr 1929 von Rudolf Steiger erbautes Künstleratelier für den Bildhauer Ernst Kissling im Stil des Neuen Bauens. Eindrückliches kubisches Erscheinungsbild. |
| BW   | Datei hochladen · Wikidata zu Burgstelle Hasenburg (Q2175287) | Burgacher; mittelalterliche Burgstelle Hasenburg und prähistorische Fundstelle KGS-Nr.: 15203 | B    | F   | Burgacher 671721 / 248570         | Zugedeckte Überreste einer Burgruine aus dem 11. Jahrhundert, die Mitte des 13. Jahrhunderts zerstört wurde.                                                   |

## Übrige Baudenkmäler
| ID  | Foto |                 | Objekt                                      | Typ | Standort                                   | Beschreibung |
| --- | ---- | --------------- | ------------------------------------------- | --- | ------------------------------------------ | ------------ |
| 26  |      | Datei hochladen | Wohnteil Doppelbauernhaus (ehem. Schulhaus) | G   | Parzellen-Nr. 612                          |              |
| 50A |      | Datei hochladen | Bauernhaus (Wohnteil)                       | G   | Parzellen-Nr. 1282                         |              |
| 50B |      | Datei hochladen | Bauernhaus (Ökonomieteil)                   | G   | Parzellen-Nr. 1283                         |              |
| 51  |      | Datei hochladen | Schopfbaute                                 | G   | Parzellen-Nr. 1250                         |              |
| 52  |      | Datei hochladen | Bauernhaus (Wohnteil)                       | G   | Parzellen-Nr. 1251                         |              |
| 56A |      | Datei hochladen | Bauernhaus (Wohnteil)                       | G   | Parzellen-Nr. 1286                         |              |
| 58  |      | Datei hochladen | Alter Teil Schopfbaute                      | G   | Parzellen-Nr. 1243                         |              |
| 65  |      | Datei hochladen | Wohnhaus (ehemaliger Gasthof Herrenberg)    | G   | Parzellen-Nr. 451                          |              |
| 87  |      | Datei hochladen | Altes Schulhaus                             | G   | Parzellen-Nr. 562                          |              |
| 416 |      | Datei hochladen | Wohnteil (ehemaliges Bauernhaus)            | G   | Parzellen-Nr. 416                          |              |
|     | BW   | Datei hochladen | Alter Brunnen (1764, ausser Betrieb)        | K   | Unterer Schönenberg 670917 / 249094        |              |
|     | BW   | Datei hochladen | Brunnen Gwinden (1783/1864)                 | K   | Gwinden 671691 / 248365                    |              |
|     | BW   | Datei hochladen | Brunnen Raibächli (1789)                    | K   | Raibächli 671976 / 249292                  |              |
|     | ja   | Datei hochladen | Brunnen (1776/1885)                         | K   | Kindhausen, Egelseestrasse 670703 / 249736 |              |
|     | BW   | Datei hochladen | Brunnen (1786, bei Liegenschaft Nr. 81)     | K   | Oberer Schönenberg 670241 / 248893         |              |
|     | BW   | Datei hochladen | Brunnen (1795)                              | K   | Oberer Schönenberg 670188 / 248912         |              |
|     |      | Datei hochladen | Grenzstein (1719)                           | K   | Gwinden                                    |              |
|     |      | Datei hochladen | Grenzstein mit Wappen                       | K   | Holenstrasse/Rummelbach                    |              |
|     |      | Datei hochladen | Grenzstein (1860)                           | K   | Holenstrasse                               |              |
|     |      | Datei hochladen | Waldbrunnen/Sitzplatz, Rossweid             | K   | Parzellen-Nr. 416                          |              |

Legende: Siehe Legende der Liste der Kulturgüter von nationaler und regionaler Bedeutung. Anstelle der KGS-Nummer wird als Objekt-Identifikator (ID) die Inventar- oder Gebäudenummer in der Bau- und Nutzungsordnung der Gemeinde verwendet.